# Liste der denkmalgeschützten Objekte in St. Gallenkirch
Die Liste der denkmalgeschützten Objekte in St. Gallenkirch enthält die 26 denkmalgeschützten, unbeweglichen Objekte der Gemeinde St. Gallenkirch im Bezirk Bludenz.

## Denkmäler
| Foto |                 | Denkmal                                                                                             | Standort                                          | Beschreibung | Metadaten |
| ---- | --------------- | --------------------------------------------------------------------------------------------------- | ------------------------------------------------- | --- | --- |
| BW   | Datei hochladen | Wohnhaus HERIS-ID: 74651seit 2023                                                                   | Alte Landstrasse 261 Standort KG: St. Gallenkirch | | BDA-Hist.: Q119231474 Status: Bescheid Stand der BDA-Liste: 2025-06-30 Name: Wohnhaus GstNr.: .245, .246                                                                                               |
| ja   | Datei hochladen | Fideliskapelle HERIS-ID: 56388 Objekt-ID: 65787                                                     | Gargellen Standort KG: St. Gallenkirch            | Die nach Süden orientierte Kapelle mit eingezogenem Chor und achteckigem Glockenturm wurde im Jahr 1912 erbaut. | BDA-Hist.: Q38071865 Status: § 2a Stand der BDA-Liste: 2025-06-30 Name: Flur-/Wegkapelle, hl. Fidelis GstNr.: .1254 Fideliskapelle (Gargellen)                                                         |
| ja   | Datei hochladen | Kuratienkirche hl. Maria Magdalena mit Friedhof HERIS-ID: 56232 Objekt-ID: 65335                    | Gargellen Standort KG: St. Gallenkirch            | Die Kuratienkirche in Gargellen wurde 1611–1615 errichtet und nach einer gewaltsamen Zerstörung 1622 wieder aufgebaut. 1791–1793 wurde die Kirche verlängert, mit einer neuen Sakristei ausgestattet, der Chor neu eingewölbt und der Turm errichtet. | BDA-Hist.: Q1792945 Status: § 2a Stand der BDA-Liste: 2025-06-30 Name: Kuratienkirche hl. Maria Magdalena mit Friedhof GstNr.: 4574/1, .1087 Kuratiekirche St. Maria Magdalena (Gargellen)             |
| ja   | Datei hochladen | Bauernhaus, Wolfahüsli HERIS-ID: 74623 Objekt-ID: 88048                                             | Gargellen 34 Standort KG: St. Gallenkirch         | Im nördlichen Teil von Gargellen, am ehemaligen Säumerweg über das Schlappinerjoch, liegt das Wolfahüsli. Das Montafonerhaus des 16. Jahrhunderts, einst als Maisässhütte und Aufenthaltsort für Alpgänger genutzt, wurde 1931 aufgestockt und modernisiert. Eine letzte Renovierung ohne Begleitung des Bundesdenkmalamtes erfolgte 1980. Einige Jahre wurde es noch als Ferienhaus vermietet und später von einer Privatperson gekauft, die es in Zusammenarbeit mit Denkmalexperten renovieren ließ. Dabei wurden unter anderem die Fenster durch stilistisch entsprechende Einzelanfertigungen ersetzt, das Dach wieder mit Schindeln gedeckt und der Kachelofen nach altem Muster erneuert. Der Keller mit seinem aus großen und kleinen unbehauenen Steinen gefertigten Trockenmauerwerk, für dessen Entstehungszeit Sachverständige das 16. Jahrhundert für möglich halten, wurde trockengelegt und zu einem Weinkeller ausgebaut. | BDA-Hist.: Q38136088 Status: Bescheid Stand der BDA-Liste: 2025-06-30 Name: Bauernhaus, Wolfahüsli GstNr.: .1080/1 Gargellen Wolfahüsli                                                                |
| ja   | Datei hochladen | Hotel Madrisa (Altbau) HERIS-ID: 74645 Objekt-ID: 88074                                             | Gargellen 39 Standort KG: St. Gallenkirch         | Der ältere Teil des Hotels Madrisa wurde 1875 als Sommerfrischehotel errichtet. | BDA-Hist.: Q38136189 Status: Bescheid Stand der BDA-Liste: 2025-06-30 Name: Hotel Madrisa (Altbau) GstNr.: .1085/1 Hotel Madrisa (Gargellen)                                                           |
| ja   | Datei hochladen | Ehemaliger Pfarrhof HERIS-ID: 66736 Objekt-ID: 79644                                                | Gargellen 42 Standort KG: St. Gallenkirch         | | BDA-Hist.: Q38114202 Status: § 2a Stand der BDA-Liste: 2025-06-30 Name: Ehemaliger Pfarrhof GstNr.: .1089/1 Gargellen Pfarrhof                                                                         |
| BW   | Datei hochladen | Paarhofanlage HERIS-ID: 74644seit 2024                                                              | Gargellnerstraße 37 Standort KG: St. Gallenkirch  | | BDA-Hist.: Q126122419 Status: Bescheid Stand der BDA-Liste: 2025-06-30 Name: Paarhofanlage GstNr.: .1083/1                                                                                             |
| ja   | Datei hochladen | Kuratienkirche hl. Nikolaus HERIS-ID: 74647 Objekt-ID: 88076                                        | Gortipohl Standort KG: St. Gallenkirch            | Die Kuratienkirche in Gortipohl wurde 1692 errichtet, nachdem eine bereits 1499 hier genannte Kapelle durch eine Lawine zerstört worden war. Sie verfügt über ein Langhaus, einen eingezogenen Chor, einen Nordturm mit oktogonalem Glockengeschoß und Zwiebelhaube und eine an den Turm angebaute Sakristei. | BDA-Hist.: Q15824630 Status: § 2a Stand der BDA-Liste: 2025-06-30 Name: Kuratienkirche hl. Nikolaus GstNr.: .162 Kuratie-Kirche St. Nikolaus (Gortipohl)                                               |
| ja   | Datei hochladen | Pfarrhof und Wirtschaftsgebäude HERIS-ID: 74643 Objekt-ID: 88072                                    | Gortipohl 5 Standort KG: St. Gallenkirch          | Bei diesem Gebäude handelt es sich um das Wohnhaus eines ehemaligen Paarhofs. An beiden Traufseiten sind Anbauten zu sehen: einerseits ein Steingaden, auf der anderen Seite ein hölzerner Schopf. Das Haus selbst ist ein verschindelter Blockbau mit verschalten Balkenköpfen. | BDA-Hist.: Q38136177 Status: § 2a Stand der BDA-Liste: 2025-06-30 Name: Pfarrhof und Wirtschaftsgebäude GstNr.: .148, .147 Gortipohl Pfarrhof                                                          |
| ja   | Datei hochladen | Bauernhaus, Doppelwohnhaus Lorenzin, Wirtschaftsgebäude, Waschhaus HERIS-ID: 58314 Objekt-ID: 68878 | Gortipohl 19 Standort KG: St. Gallenkirch         | Das Wohnhaus des Paarhofensembles stammt aus dem 18. Jahrhundert. Ein Rundbogenportal führt in den traufseitigen Steingaden. Zwischen den Obergeschoßfenstern des Steingadens ist das Haus mit 1710 bezeichnet. | BDA-Hist.: Q38082158 Status: Bescheid Stand der BDA-Liste: 2025-06-30 Name: Bauernhaus, Doppelwohnhaus Lorenzin, Wirtschaftsgebäude, Waschhaus GstNr.: .120, .121, .122, .1212, .119 Gortipohl Haus 19 |
| BW   | Datei hochladen | Paarhofanlage HERIS-ID: 74648seit 2023                                                              | Innergantweg 63 Standort KG: St. Gallenkirch      | | BDA-Hist.: Q119231475 Status: Bescheid Stand der BDA-Liste: 2025-06-30 Name: Paarhofanlage GstNr.: .184, .185, 678/1, 679/1                                                                            |
| BW   | Datei hochladen | Wohnhaus, Ulrich's Ruh HERIS-ID: 74653seit 2025                                                     | Montafonerstraße 232 Standort KG: St. Gallenkirch | Das als „Ulrich’s Ruh“ bezeichnete Montafonerhaus wurde ab Dezember 2024 einer grundlegenden Sanierung unterzogen, um darin zwei Ferienwohnungen einzurichten. | BDA-Hist.: Q135183761 Status: Bescheid Stand der BDA-Liste: 2025-06-30 Name: Wohnhaus, Ulrich's Ruh GstNr.: 1290/1                                                                                     |
| BW   | Datei hochladen | Wohnhaus HERIS-ID: 74639seit 2025                                                                   | Montielweg 209 Standort KG: St. Gallenkirch       | | BDA-Hist.: Q135183760 Status: Bescheid Stand der BDA-Liste: 2025-06-30 Name: Wohnhaus GstNr.: 1374 |
| ja   | Datei hochladen | Bauernhofanlage HERIS-ID: 43677 Objekt-ID: 44345                                                    | St. Gallenkirch 70 Standort KG: St. Gallenkirch   | | BDA-Hist.: Q38004704 Status: Bescheid Stand der BDA-Liste: 2025-06-30 Name: Bauernhofanlage GstNr.: .921, .924, .925 St Gallenkirch 70 Gehöft                                                          |
| ja   | Datei hochladen | Bauernhaus, Bargehrhaus HERIS-ID: 57553 Objekt-ID: 67738                                            | St. Gallenkirch 124 Standort KG: St. Gallenkirch  | Das sogenannte Bargehrhaus ist ein Bauernhaus, das auf das Jahr 1580 datiert wird. | BDA-Hist.: Q38077238 Status: Bescheid Stand der BDA-Liste: 2025-06-30 Name: Bauernhaus, Bargehrhaus GstNr.: .871 St Gallenkirch 124 Gehöft                                                             |
| ja   | Datei hochladen | Paarhofanlage Zuggawald-Haus, ehem. Säumergasthaus HERIS-ID: 79799 Objekt-ID: 93495                 | St. Gallenkirch 172 Standort KG: St. Gallenkirch  | Das sogenannte Zuggenwald-Haus wurde 1610 errichtet. Im Inneren verfügt es unter anderem über eine offene Feuerstelle und einen Weinkeller. Mehrfach diente es als Drehort für Filmproduktionen. | BDA-Hist.: Q38171971 Status: Bescheid Stand der BDA-Liste: 2025-06-30 Name: Paarhofanlage Zuggawald-Haus, ehem. Säumergasthaus GstNr.: .1035/2, .1035/1 St Gallenkirch 172 Gehöft                      |
| ja   | Datei hochladen | Wohnhaus eines Paarhofes HERIS-ID: 44595 Objekt-ID: 45425                                           | St. Gallenkirch 205 Standort KG: St. Gallenkirch  | | BDA-Hist.: Q38010229 Status: Bescheid Stand der BDA-Liste: 2025-06-30 Name: Wohnhaus eines Paarhofes GstNr.: .391/1 St Gallenkirch 205 Wohnhaus                                                        |
| ja   | Datei hochladen | Montafoner Bauernhaus HERIS-ID: 74631 Objekt-ID: 88058                                              | St. Gallenkirch 272 Standort KG: St. Gallenkirch  | | BDA-Hist.: Q38136154 Status: Bescheid Stand der BDA-Liste: 2025-06-30 Name: Montafoner Bauernhaus GstNr.: .367 St Gallenkirch 272 Gehöft                                                               |
| ja   | Datei hochladen | Kath. Pfarrkirche hl. Gallus mit Friedhof HERIS-ID: 56320 Objekt-ID: 65572                          | St. Gallenkirch Standort KG: St. Gallenkirch      | Die auf den hl. Gallus geweihte Kirche wurde 1474 an Stelle einer bereits 1307 erwähnten Kapelle als Filiale der Bludenzer Laurentiuskirche errichtet und 1483 zur Pfarrkirche erhoben, bei einer Erweiterung 1669 mit einem neuen Turm ausgestattet und zwischen 1780 und 1790 teilweise verändert. Der spätgotische/barocke Bau hat ein Langhaus mit Satteldach, einen niedrigen, eingezogenen Chor und einen am Übergang von Langhaus und Chor angebauten Nordturm mit rundbogigen Schallfenstern und Zwiebelhaube, der in seinem Erscheinungsbild starke Ähnlichkeiten mit dem Turm der Laurentiuskirche in Bludenz aufweist. | BDA-Hist.: Q2083019 Status: § 2a Stand der BDA-Liste: 2025-06-30 Name: Kath. Pfarrkirche hl. Gallus mit Friedhof GstNr.: .601/1, 2026 Pfarrkirche St. Gallus (Sankt Gallenkirch)                       |
| BW   | Datei hochladen | Anlage Paarhof, ehem. Säumergasthaus Zum Weißen Kreuz HERIS-ID: 74642seit 2023                      | Vergaldenweg 60 Standort KG: St. Gallenkirch      | In der Stubendecke des ehemaligen Gasthauses ist ein Schild zu sehen, das die Jahreszahl 1782 und ein weißes Kreuz zeigt. | BDA-Hist.: Q119231473 Status: Bescheid Stand der BDA-Liste: 2025-06-30 Name: Anlage Paarhof, ehem. Säumergasthaus Zum Weißen Kreuz GstNr.: .1114/1, .1114/3                                            |
| BW   | Datei hochladen | Paarhofanlage mit Selch-/Waschhaus HERIS-ID: 249338seit 2025                                        | Ziggamweg 210 Standort KG: St. Gallenkirch        | | BDA-Hist.: Q135167856 Status: Bescheid Stand der BDA-Liste: 2025-06-30 Name: Paarhofanlage mit Selch-/Waschhaus GstNr.: 1419/1, 1419/2                                                                 |
| ja   | Datei hochladen | Straßenbrücke, Illbrücke beim Hüttnertobel HERIS-ID: 79756 Objekt-ID: 93452                         | Standort KG: St. Gallenkirch                      | Die Illbrücke beim Hüttnertobel ist eine gedeckte Holzbrücke unter einem Walmdach und wurde um 1900 erbaut. | BDA-Hist.: Q106632906 Status: § 2a Stand der BDA-Liste: 2025-06-30 Name: Straßenbrücke, Illbrücke beim Hüttnertobel GstNr.: 4759/1 Holzbrücke Sankt Gallenkirch                                        |
| ja   | Datei hochladen | Lourdeskapelle HERIS-ID: 56389 Objekt-ID: 65788                                                     | Standort KG: St. Gallenkirch                      | Die rechteckige Kapelle weist einen eingezogenen Chor und einen Glockendachreiter auf. | BDA-Hist.: Q38071876 Status: § 2a Stand der BDA-Liste: 2025-06-30 Name: Lourdeskapelle GstNr.: .654 St Gallenkirch Lourdeskapelle                                                                      |
| ja   | Datei hochladen | Kapelle Mariahilf HERIS-ID: 56390 Objekt-ID: 65789                                                  | Standort KG: St. Gallenkirch                      | Die Kapelle mit westseitigem gemauertem Vorzeichen, Dreiachtelchor und Glockendachreiter wurde in den Jahren 1982/83 restauriert. | BDA-Hist.: Q38071884 Status: § 2a Stand der BDA-Liste: 2025-06-30 Name: Kapelle Mariahilf GstNr.: .993 St Gallenkirch Kapelle Mariahilf                                                                |
| ja   | Datei hochladen | Rütikapelle HERIS-ID: 74861 Objekt-ID: 88307                                                        | Standort KG: St. Gallenkirch                      | Die Rütikapelle stammt aus dem 18. Jahrhundert. Sie hat einen barocken Altar mit mehreren Gemälden und Skulpturen, darunter eine Darstellung des hl. Fidelis. Zwei Votivbilder in der Kapelle erinnern an Lawinenunglücke, die sich in den Jahren 1793 und 1817 ereignet haben. | BDA-Hist.: Q38137161 Status: § 2a Stand der BDA-Liste: 2025-06-30 Name: Rütikapelle GstNr.: .1026 St Gallenkirch Rütikapelle                                                                           |
| ja   | Datei hochladen | Flur-/Wegkapelle, Hüttner-Kapelle HERIS-ID: 74649 Objekt-ID: 88078                                  | Standort KG: St. Gallenkirch                      | Die Kapelle in Außergant hat einen eingezogenen Dreiachtelchor und ein Satteldach mit Glockendachreiter. Im Inneren stehen eine Pietà aus dem 17. Jahrhundert sowie Heiligenfiguren aus dem 18. Jahrhundert. | BDA-Hist.: Q38136204 Status: § 2a Stand der BDA-Liste: 2025-06-30 Name: Flur-/Wegkapelle, Hüttner-Kapelle GstNr.: .233 Kapelle Außergant                                                               |